# Rieselputz
Rieselputz ist Putz mit grobkörnigen Sanden und feinem Kies, der entweder wie grober Spritzputz direkt angeworfen, oder wie Rapp- und Kratzputz nach einer kurzen Trocknungszeit aufgeraut wird. Ein Teil der Gesteinskörnung rieselt dabei wieder ab. Rieselputze besitzen eine markante Struktur. Er wird üblicherweise nur im Außenbereich angewandt.
Dieser Wandputz ist für die Barockzeit typisch, wo die Wandfläche dann durch glatte Lisenen oder Pilaster, sowie Faschen um Türen, Fenster und andere Mauerwerksöffnungen, wie auch für allfällige Kartuschen für Dekorationsmalerei, gegliedert wird. Dadurch entsteht ein Anklang einer Steinmauerwerksimitation (rauer Stein mit geglätteter Kante). Hierbei trägt der Rieselputz durchwegs die dünklere Färbelung, oft auch farbig, während die Lisenen und Faschen verbreitet heller oder neutral weiß bis grau gehalten sind.
Ein Rieselputz eignet sich besonders zur Altbausanierung. Durch die vergrößerte Oberfläche und die grobe Körnung kann eine feuchte Wand durch den Rieselputz schneller austrocknen und eventuelle Ausblühungen fallen deutlich weniger auf, als an glatten Putzflächen. Außerdem kaschieren sie Wandunebenheiten, ein leicht welliger Untergrund trägt sogar zum lebendigeren Spiel der Wandfläche bei.